# Patrick Guyomard
Pour les articles homonymes, voir Guyomard.
Patrick Guyomard, philosophe de formation, est un psychanalyste français, professeur à l’université Paris Diderot et président de la Société de psychanalyse freudienne (SPF).

## Biographie
Il est élève de l'École normale supérieure, analysant de Jacques Lacan, enseignant au département de psychanalyse de l'université de Vincennes-Paris 8, fondé par Serge Leclaire. Il réalise en 1999 une thèse d'État de psychologie intitulée Recherche sur les rapports entre la théorie et la pratique en psychanalyse, sous la direction de Pierre Fedida et est nommé professeur à l’UFR d’Études psychanalytiques de l'université Paris Diderot, et membre du laboratoire scientifique, Centre d'études psychopathologie et psychanalyse (EA 2374).
Il fonde en 1982, avec Octave Mannoni et Maud Mannoni, le Centre de formation et de recherches psychanalytiques (CFRP), puis, à la suite de la dissolution du CFRP en 1994, Maud Mannoni fonde Espace analytique tandis que Patrick Guyomard fonde la Société de psychanalyse freudienne, dont il prend la présidence. Il est en outre responsable des éditions Campagne Première, créées par la SFP, qui publient des livres d'orientation psychanalytique.

## Publications

### Ouvrages
- La jouissance du tragique. Antigone, Lacan et le désir de l'analyste, Paris, Aubier , 1992  (ISBN 2-7007-2164-0)
- Le désir d'éthique, Paris, Aubier, 1998  (ISBN 978-2700724042).
- (Direction) Lacan et le contre-transfert, Paris, PUF, 2011  (ISBN 9782130581147).

### Articles et chapitres d'ouvrages
- « Prévention précoce et politiques publiques », in Gérard Neyrand et al. Familles et petite enfance, p. 205-223, Érès, 2006  (ISBN 9782749205557).
- « Les enfants ne mentent pas », Jacques André et Catherine Chabert (dir.), Désirs d’enfant, p. 123-137, PUF, 2009   (ISBN 9782130573517).
- « Rien au centre », in Piera Aulagnier (dir), La pensée interdite, p. 75-91, PUF, 2009.
- « Je vous ai compris ! », in Jacques André et Alexandrine Schniewind (dir.), Comprendre en psychanalyse, p. 131-141, Paris, PUF, 2012  (ISBN 9782130581031).
- « L'éthique du bien et le désir du sujet », Cahiers de psychologie clinique, 2001/2, no 17, p. 9-18, [lire en ligne].
- « Le point de vue du président du comité scientifique du programme de recherche “Éthique médicale et biomédicale” », Revue française des affaires sociales, 2002/3 no 3.
- « Le réel en jeu : Formation des psychanalystes et transmission de la psychanalyse », Topique, 2008/2, no 103, « Enjeux et valeur de l'éthique », p. 41-48, [lire en ligne].
- « Laplanche et Lacan. Quelques questions, suivies de la réponse de Jean Laplanche », Annuel de l'APF 2015/1, p. 131-145.